# Vall'Alta
Vall'Alta [vaˈlːalta] (Alóta [aˈlota] o Valóta [vaˈlota] in dialetto bergamasco) è una frazione del comune di Albino, in provincia di Bergamo.

## Geografia fisica

### Territorio

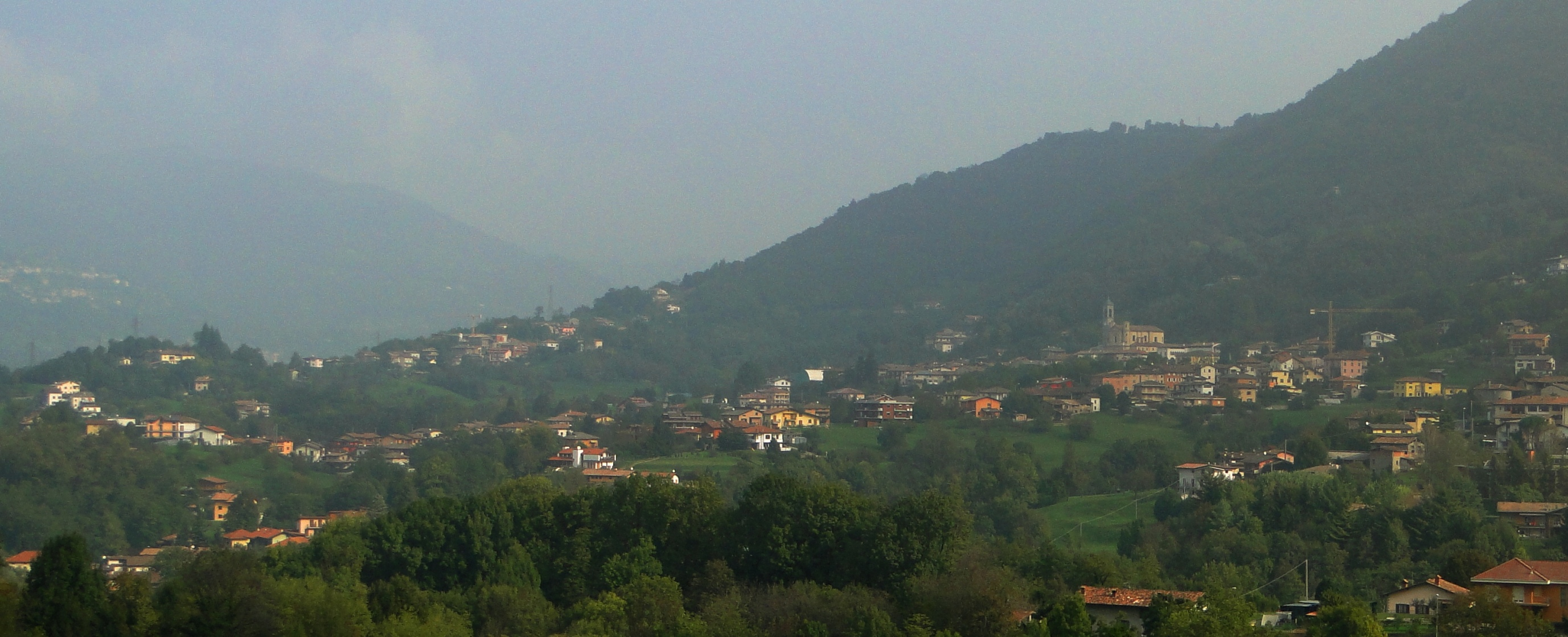
Vista generale di Vall'Alta

La frazione di Vall'Alta è situata sul lato orografico destro della Valle del Lujo, a sua volta tributaria della val Seriana sul versante sinistro.
Come si evince dal toponimo stesso, il borgo è situato in una posizione elevata rispetto agli altri centri della zona, e si sviluppa sulle pendici occidentali del monte Altino (1.018 m s.l.m.).
Il centro abitato si suddivide in numerosi nuclei e contrade poste su pendii e dossi, tra cui Cantullo, Colle Sfanino, Colzine, Grumelduro, Molinello e Valbosana, sempre meno separate tra loro per via della massiccia espansione edilizia avvenuta negli ultimi decenni.
Il territorio confina a Nord con Cene, con cui comunica tramite il colle Sfanino, propaggine declinante dal monte Altino e che segna il confine amministrativo; a Sud-Ovest con Fiobbio, altra frazione albinese, dalla quale è divisa nel fondovalle dal corso del torrente Lujo; a Sud-Est con l'altra frazione Abbazia, e a Est con la frazione di Dossello, posta verso la testata della val del Luio e compresa nei confini amministrativi di Vall'Alta quando quest'ultima disponeva dell'autonomia amministrativa.
La viabilità fa riferimento alla strada di fondovalle (Strada provinciale numero 39) che collega tutte le frazioni della valle del Luio, con la quale è possibile raggiungere il capoluogo di Albino e il Colle Gallo, da cui si entra in territorio di Gaverina Terme e quindi nella Val Cavallina.

## Storia

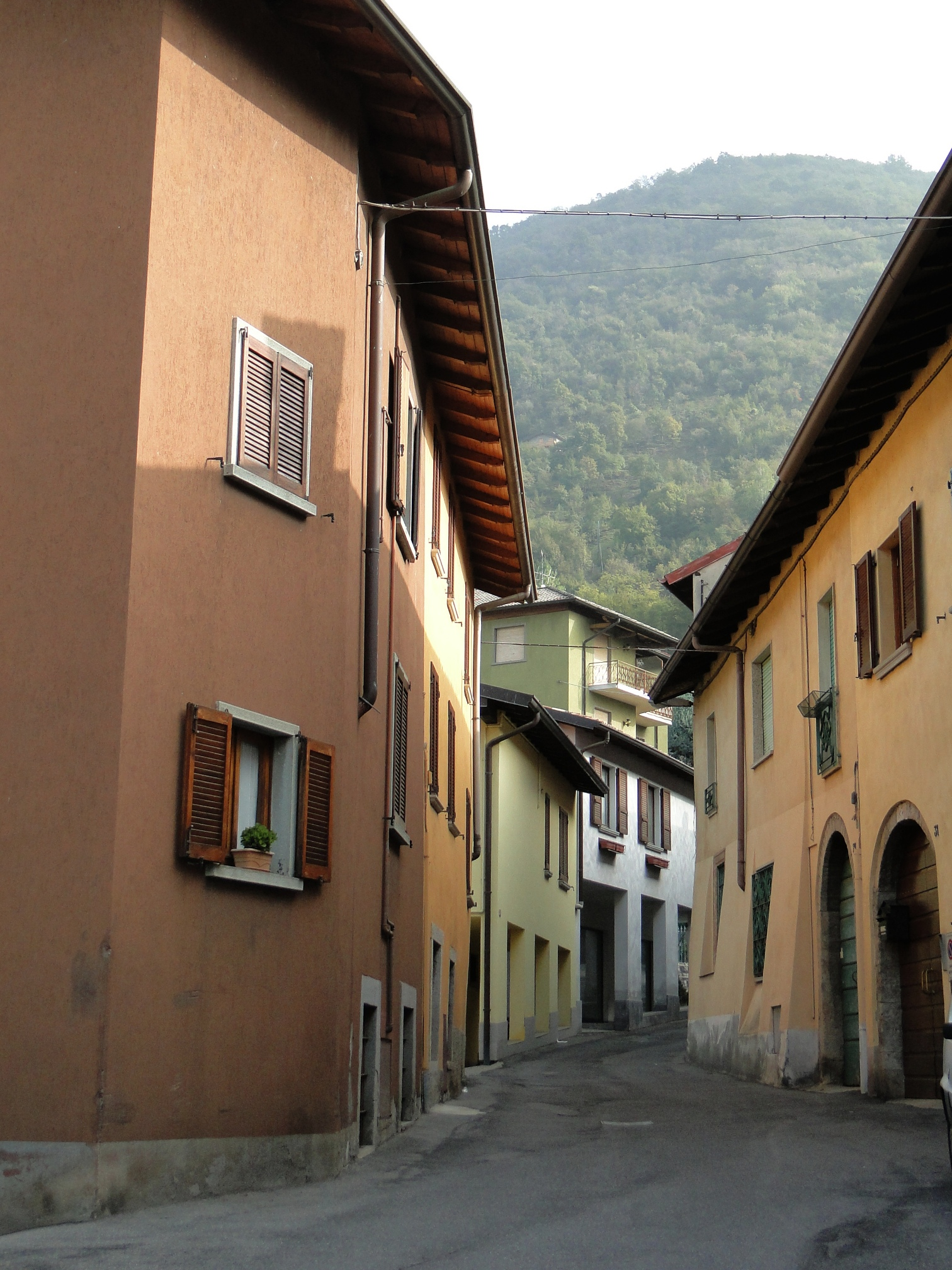
Centro storico

Nella zona di Vall'Alta, così come tutte le aree poste nelle vicinanze del monte Misma, sono stati ritrovati numerosi reperti fossili risalenti a circa 220 milioni di anni fa, alla fine del periodo triassico: in quel periodo nella val Seriana era presente un mare tropicale con barriere coralline, lagune e piccole isole. Erano presenti numerose forme di animali quali coralli, pesci e rettili che, tramite la loro fossilizzazione ci permettono di comprendere come fosse la vita di queste valli in un periodo così lontano. Sempre rimanendo in ambito preistorico, lo scienziato Giovanni Maironi da Ponte, nel suo Dizionario odeporico descrive Vall'Alta come una zona di derivazione vulcanica.
Il livello di antropizzazione rimase quasi nullo fino a quando, nel 1136, venne fondata poco distante un'abbazia benedettina.
Fino a quel momento non esisteva un centro abitato, ma soltanto fuochi sparsi in quella che veniva descritta come zona ricoperta da "boscaglia fitta e scura". Difatti nella cartina dei nuclei storici anteriori all'anno 1000, stilata da Elia Fornoni e riportata da Bortolo Belotti nella Storia di Bergamo e dei bergamaschi, non è fatta alcuna menzione di centri abitati in tutta la valle del Luio. Quest'ultima in epoca medievale era identificata come Vall'Alta, per via della sua posizione elevata rispetto alla val Seriana: a tal riguardo l'abbazia fondata poco distante venne chiamata abbazia di Vallallta, pur essendo dislocata sul versante opposto della vallata.

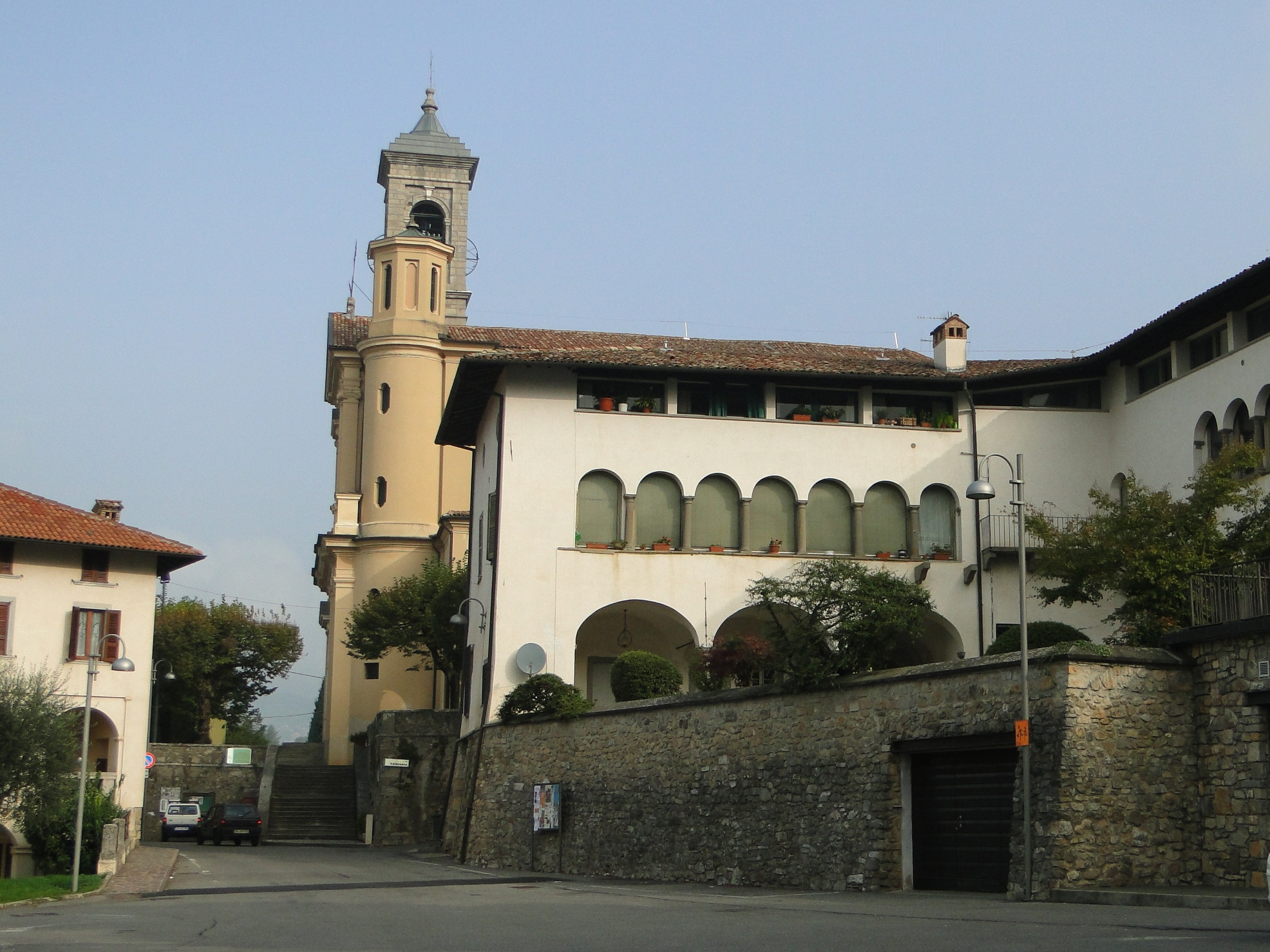
La ex casa dei curati

I monaci cominciarono a dissodare le terre e renderle coltivabili, attirando di conseguenza abitanti dai paesi limitrofi.
La popolazione crebbe a tal punto che già nei primi anni del XIV secolo Vall'Alta cominciò a svilupparsi e ad essere nominata come entità amministrativa e religiosa unita alla vicina comunità di Cene.
I due nuclei, uniti amministrativamente alla pari nel comune di Cene con Vall'Alta, fusero le proprie vicende a tal punto che gli interessi dei Capitani di Cene, vassalli imperiali del paese, arrivarono a contendere alcuni territori, posti lungo il corso del torrente Luio, all'abbazia benedettina. Per frenare la loro avanzata, il vescovo di Bergamo decise quindi di donare ai monaci i territori di Grumelduro e quelli situati presso lo sbocco del torrente Luio nel Serio.
L'unione tra i due borghi è ribadita in numerosi documenti del tempo, tra cui la calcazione di confine tra territori dell'abbazia di San Benedetto ed il comune di Cene-Vall'Alta (1234), gli statuti cittadini di Bergamo del 1331 e la descrizione dei confini del Comune maggiore di Albino (1353).
Nel frattempo la popolazione di Vall'Alta crebbe al punto da richiedere la separazione dai vicini. L'autonomia amministrativa arrivò il 13 dicembre 1456, ratificata da un documento nel quale il Doge della Repubblica di Venezia concedeva privilegi ed esenzioni alle terre di Vall'Alta. Il territorio comunale arrivava fino al fondovalle della Val del Luio come il censuario ottocentesco, fatta eccezione per una piccola porzione a sud-sst di proprietà dell'abbazia.

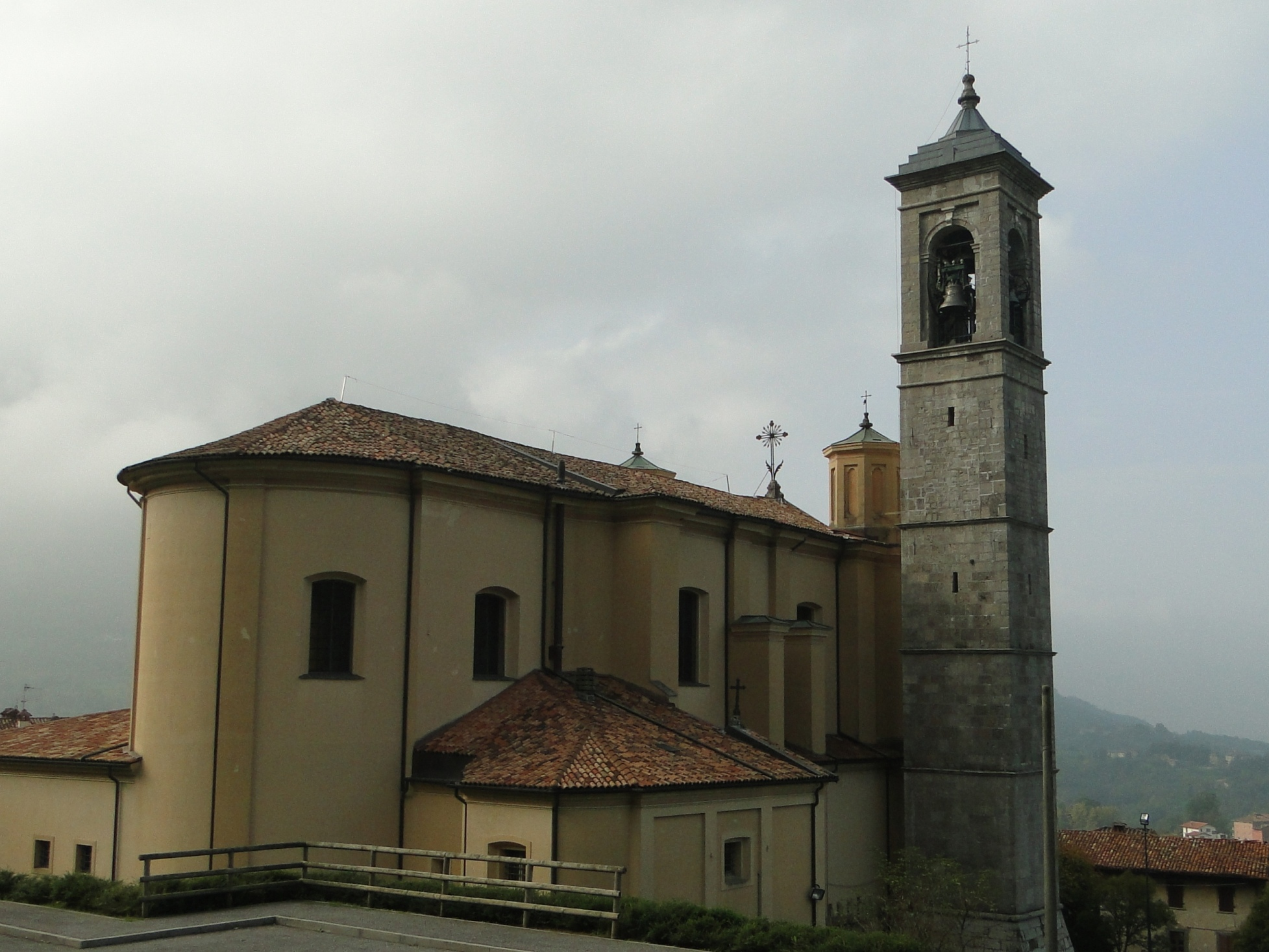
La chiesa parrocchiale

Pochi anni più tardi Vall'Alta riuscì anche ad ergersi a parrocchia, svincolandosi definitivamente da Cene. Il fatto decisivo per l'ottenimento dell'autonomia religiosa fu il testamento di Andrea Soanino che fece costruire, all'interno della chiesa esistente di Santa Maria, un altare dedicato a San Giacomo. Questo, dotato di un sacerdote a parte finanziato con il lascito, diventò di fatto una vera e propria cappellania, seppure posta dentro le mura della chiesa di Santa Maria, ma da essa giuridicamente svincolata.
Conseguentemente, il 5 marzo 1463, il vescovo di Bergamo Giovanni Barozzi, separò la chiesa di Santa Maria di Vall'Alta (che l'anno successivo assunse l'intitolazione a Santa Maria e San Giacomo) dalla chiesa di San Zenone di Cene.
Nel 1565 la popolazione era di 680 abitanti, cresciuti a 780 unità dieci anni più tardi. Nel 1630 Vall'Alta venne investito dall'epidemia di peste di manzoniana memoria, che colpì tutta la Lombardia: nel paese si contarono 301 decessi, oltre un terzo dell'intera popolazione. Tuttavia già nel 1663 il numero dei residenti era risalito a 684, per raggiungere la quota di 724 nei primi anni del XVIII secolo.
Da quel momento non vi furono altri episodi particolari nel borgo, che seguì le vicende del resto della provincia di Bergamo, venendo annesso prima alla Repubblica Cisalpina, poi al Regno Lombardo-Veneto e infine al Regno d'Italia.
I censimenti effettuati, indicano una popolazione di 1.324 unità nel 1861, saliti a 1.399 dieci anni dopo e a 1.530 nel 1881.
Il trend di costante crescita venne confermato anche nei decenni successivi, dal momento che gli abitanti censiti furono 1.823 nel 1901, 1.977 nel 1911 e 2.313 nel 1921.
L'autonomia amministrativa di Vall'Alta cessò il 12 gennaio 1928, quando il Regio Decreto numero 62 aggregò il paese ad Albino.

## Monumenti e luoghi d'interesse

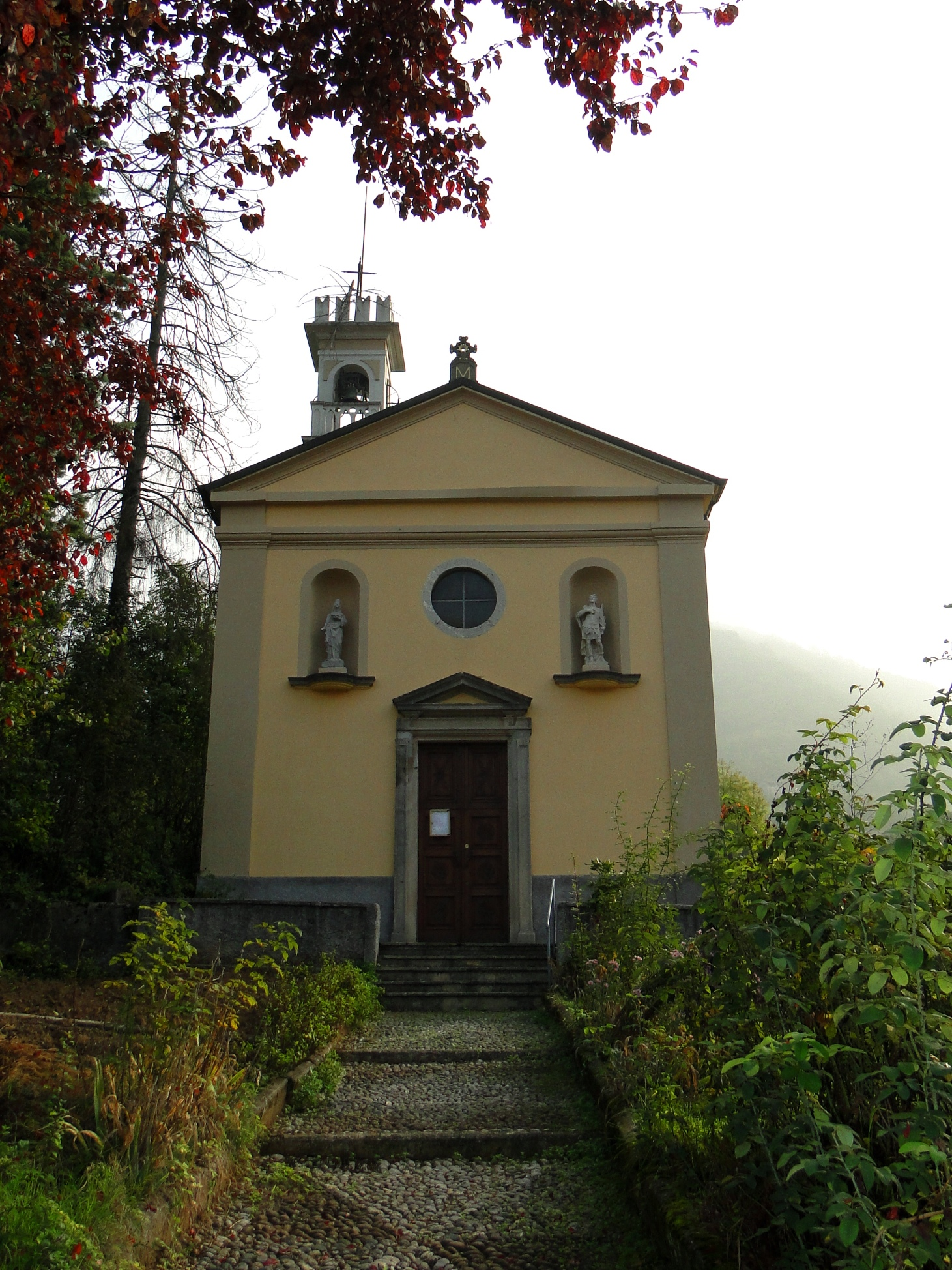
Chiesa della Beata Vergine del Buon Consiglio presso la località Molinello

Molto caratteristico è il piccolo centro storico, di origine medievale, che ancora conserva caratteristiche architettoniche tipiche di quel periodo storico: ogni anno vi viene organizzata una festa in cui si riproducono ambienti e situazioni del tempo. Il borgo si sviluppa attorno alla chiesa parrocchiale che, dedicata Santa Maria Assunta e San Giacomo Maggiore, ha un'origine incerta, databile presumibilmente ai primi anni del XIV secolo.
La struttura originale, citata da Donato Calvi nelle sue Effemeridi, era posta nella zona dove vi è il sagrato e aveva una dimensione più piccola con tre navate, descritta dal delegato di San Carlo Borromeo come chiesa grande e agevole.
La chiesa, costruita tra il 1758 e il 1787 e consacrata il 28 ottobre 1790, possiede una sola navata con quattro altari laterali, con il campanile sopraelevato nel 1875 e la facciata est con il portale maggiore in marmo di Zandobbio.
La parrocchiale era sede originaria dell'opera del 1561-62: Madonna in trono con Santi Giacomo e Giovanni di Giovan Battista Moroni e già citata da Francesco Tassi nel 1700 nelle suo Vite de' pittori, scultori e architetti bergamaschi. L'opera è anche citata da Giovanni Maironi da Ponte nel “Dizionario Odeporico o sia Storico-Politico-Naturale della Provincia Bergamasca”.
All'interno, nella cappella delle reliquie vi è una nicchia che custodisce il corpo di santa Albina (donato da un padre cappuccino il 28 settembre 1798 e traslato dalle catacombe di sant'Agnese a Roma), la reliquia di santa Vittoria e ottanta reliquie minori di santi. Inoltre custodisce un organo della ditta Bossi del 1828 e opere di rilievo, tra le quali i quadri San Rocco con san Cristoforo e san Sebastiano di Enea Salmeggia e Discesa dello spirito santo di Gian Paolo Cavagna, nonché gli affreschi Nozze di Canaa, I misteri e Raccolta della manna di Antonio Cifrondi. Inoltre nella chiesa si trovava anche la Madonna del Rosario di Gian Paolo Lolmo, poi andato perso.
Sempre in ambito religioso degne di nota sono anche la chiesa intitolata alla Beata Vergine del Buon Consiglio, posta in località Molinello ed edificata in seguito ad un ex-voto nel 1914 ma aperta al culto solo nel 1947, nonché la chiesa della Beata Vergine del Monte Carmelo, risalente al 1858, in località Colzine.

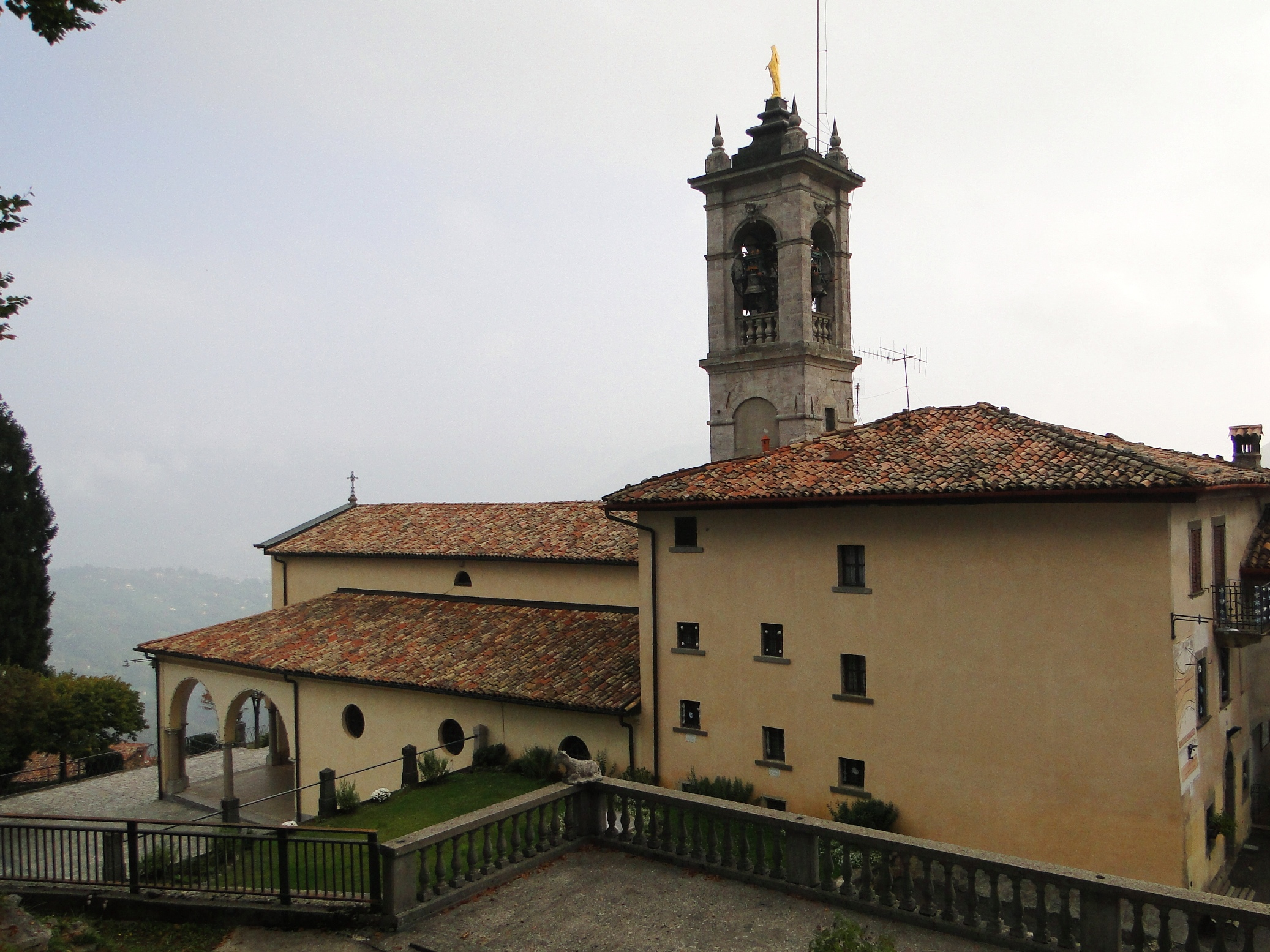
Il santuario di Altino

Di grande importanza per gli abitanti è inoltre il Santuario della Beata Vergine del monte Altino. Questo, posto a monte dell'abitato sulle pendici dell'omonimo colle ad un'altezza di circa 800 m.s.l.m., deve la sua costruzione ad un fatto avvenuto il 23 luglio 1496. Quel giorno Quinto Foglia, abitante di Vall'Alta, si trovò a lavorare nei boschi posti sulle pendici del monte Altino con i suoi due figli. Preso dalla sete causata dall'arsura, pregò la Madonna affinché potesse aiutarlo a dissetarsi. Il miracolo avvenne e apparve una sorgente.
Il fatto prodigioso richiamò dapprima i fedeli dei dintorni e poi via via si diffuse in tutti i paesi vicini sino ai confini della diocesi bergamasca e all'indomani del miracolo gli abitanti di Vall'Alta iniziarono la costruzione di una piccola cappella che, via via negli anni e di conseguenza dell'afflusso dei devoti, venne ampliata e modificata. Ottant'anni dopo la cappelletta era già stata inglobata sostanzialmente in una nuova costruzione; e tale rimase fino a tutto il 1800. Tra la fine del XIX secolo e l'inizio del XX si susseguirono numerosi interventi di ampliamento. Nel corso dei secoli, il Santuario venne visitato dai vescovi di Bergamo e fu oggetto anche della visita dei delegati del cardinale Carlo Borromeo. La statua della Madonna è stata incoronata il 23 luglio 1919 dal vescovo di Bergamo mons. Luigi Maria Marelli e il santuario venne consacrato dal vescovo Adriano Bernareggi il 27 aprile 1935.
All'interno si trovano affreschi tra i quali si segnalano "La nascita di Maria", "L'annuncio della sua morte", "Maria dormiente" e "l'Assunzione" attribuiti a Cristoforo Baschenis il Vecchio e databili attorno al 1580, nonché opere lignee di scuola fantoniana. Di grande impatto sono gli ex voto custoditi.
Ogni anno a Vall'Alta si svolge un evento culturale riguardante la rievocazione storica del paese, titolato "Vall'Alta Medievale". Tale avvenimento è molto importante e partecipato, infatti vede la presenza di molti gruppi culturali provenienti da varie località d'Italia, oltre a quelli del paese stesso.